# Sorcerer Linux
Sorcerer fue una distribución Linux la cual posee una herramienta de gestión llamada sorcery, que descarga y compila el código fuente, con el fin de instalar y actualizar el software instalado directamente de las páginas principales de los proyectos de software, o como parches para una fuente antigua descargada previamente.
Las fuentes son compiladas para la arquitectura con las optimizaciones que el administrador del sistema especifica. Sorcerer posee tanto de línea de comandos, como un menú desplegable para la gestión de los programas de código.

## Algunas características
En lugar de usar acrónimos o siglas difíciles de recordar, como rpm y dpkg, la terminología de herramientas de Sorcerer está basada en palabras mágicas:
Por ejemplo, una receta para descargar, compilar e instalar y el software es llamado un "hechizo" ("spell", en inglés).
Software para instalar es "emitido" ("cast", en inglés) en la caja.
Instalado el software puede ser removido con "disipar" ("dispelling", en inglés).
En consecuencia, las herramientas de línea de comandos el software de emisión y de disipación se llaman emitir y disipar, respectivamente.
El menú de herramientas de administración de fuentes se llama sorcery.
Primeras versiones de Sorcerer fueron nombradas Sorcerer GNU/Linux, con los componentes clave licenciados bajo la GNU General Public License (GPL). Sin embargo, desde el 2002 en adelante, en las versiones actuales de Sorcerer, algunos componentes clave están bajo la Licencia Pública de Sorcerer y no bajo la licencia GPL, y la distribución ha eliminado el término GNU/Linux.
Sorcerer tiene dos bifurcaciones antiguas: Lunar Linux y Source Mage, las cuales no están basadas o no son compatibles con el código de sorcery o no son compatibles con el actual grimorie (ver una referencia en grimorio) . Su terminología, no obstante, también se desvía de la terminología de Sorcerer.

## Distinciones técnicas
Una característica distintiva de Sorcerer es el hecho de que se basa casi exclusivamente en el código fuente. Mientras que muchos otros sistemas operativos en general, hacer uso de un paquete que contiene programas pre-compilados (ejecutables), Sorcerer compila el código fuente en el equipo antes de la instalación.
Un nuevo grimorie, el cual es un catálogo de software compatible para la instalación inmediata, está disponible a diario. Cuando las nuevas fuentes están disponibles, los spells (hechizos) de grimorie se actualizan. Box es actualizado en la primera instalación de un grimorie actual. Si es necesario, el sorcery instalado se actualiza. Por último, cualquiera, o todo el software instalado, se puede actualizar de acuerdo con la decisión de SA.
Sorcery automáticamente recompila el software instalado necesario para asegurar la compatibilidad y la usabilidad cuando las librerías instaladas se actualizan a versiones más nuevas.
A diferencia de una distribución pre-compilada binaria, en la cual siempre se debe descargar nuevos paquetes, sorcery más a menudo vuelve a compilar el software instalado de las fuentes previamente descargadas. Cuando una nueva fuente es requida y una antigua fuente fue previamente descargada a menudo las boxes de Sorcerer descargan un parche pequeño que transforma el código fuente antiguo en formato tarball, a una nueva fuente tarball. 
La práctica de mantener tarballs de fuentes antiguas y de descargar parches para actualizaciones permite a la boxes de Sorcerer actualizarse utilizando menos ancho de banda que las distribuciones que ofrecen paquetes pre-compilados.
Los usuarios pueden añadir nuevos spells a grimorie (ver una referencia en grimorio) en su máquina local y entregar el nuevo spell para su inclusión en la distribución general.
Los requisitos mínimos del sistema son 1 GB de RAM y 20 GB de espacio en disco duro. Esto es sugerido para recopilar algunas fuentes se consumen grandes cantidades de recursos. Sin embargo, la compilación de software, que sucede a un nivel 15, muestra casi ningún impacto en el desempeño de las modernas computadoras que poseen 1 GB de RAM. Por lo tanto, las boxes de Sorcerer se actualizan normalmente aún en el modo multi-usuario, sin causar interrupciones a los servicios ni ael tiempo de inactividad. Cambiando al modo de un único usuario para ejecutar la actualización no es recomendable.

## Las 10 características de Sorcerer,según Sorcerer[2]
1. Fácil Administración: Las cajas (boxes) de Sorcerer se administran a través de diálogos y un puñado de comandos intuitivos y fáciles de recordar.
2. Característica de Auto-Cura: La mayoría de los problemas potenciales, de forma automática, se detectan y reparan.
3. Actualizaciones fáciles: Ejecutar augur easy
4. Dependencias opcionales bajo control: La mayoría de los requisitos opcionales pueden ser rechazados cuando se desee.
5. Impresionante Menú de Desinstalación: El menú de desinstalación presenta un orden lógico para la eliminación de software. Las bibliotecas que ya no son necesarias están disponibles para ser removidas cuando el software que requiere las bibliotecas también se selecciona para su eliminación. Por lo tanto, las bibliotecas no utilizadas también se pueden fácilmente seleccionadas para su eliminación.
6. Fácil Autoría de Spells (Hechizos): Con cada año los spells/hechizos son más fáciles de crear que el formato evoluciona para ser más simple y poderoso. Con más de 3000 ejemplos para la creación de un nuevo hechizo es, a menudo, tan fácil como copiar y editar desde un spell/hechizo similar.
7. No hay elección difícil entre la estabilidad y la seguridad: Puede ser seleccionada cada versión del software instalado, en proceso de actualización. Los lanzamientos más actuales, en desarrollo, de seguridad más recientes, o mantener las actualizaciones en la versión SA especificada.
8. Cumplimiento de estándares: Sorcerer tiene un excelente cumplimiento de estándares. Es compatible con POSIX, el Estándar de jerarquía del sistema de archivos de Linux, y se puede ejecutar un Linux Standard Base compatible con scripts de inicio. Sin embargo, Sorcerer, aún hacia atrás, es compatibile con los scripts de inicio de System V, proporcionando la máxima velocidad utilizando la mínima complejidad y tamaño. El arranque por defecto del kernel modular admite LVM, RAIDs, y dispositivos Linux unificados para claves de configuración de cifrado.
9. Mantiene el directorio /etc/ muy limpio: Sorcerer instala los archivos de configuración y scripts de inicio sólo cuando sea necesario, para el software instalado.
10. Excelente plataforma de desarrollo: Debido a que cada caja/box de Sorcerer compila casi todo el software instalado, cada caja/box tiene herramientas funcionales desarrollo de software y archivos de cabecera. Vigilar las cajas/boxes de construcción y actualización proporciona la seguridad de que las bibliotecas instalado y el software trabaje en conjunto, en vez de tener una caja/box construida a partir de binarios precompilados.